# Добрынь (Витебская область)
Добрынь (бел. Дабры́нь) — агрогородок в Дубровенском районе Витебской области Республики Беларусь. Административный центр Добрынского сельсовета.

## География
Расположен в 17 км в направлении на юго-восток от Дубровно, 109 км от Витебска.
Ближайшие населённые пункты Ланенка, Пневичи, Халалеевка и др.

## История
В 1910 году в Сватошицкой волости Горецкого уезда Могилёвской губернии.
14 мая 2010 года деревня Добрынь преобразована в агрогородок.

## Население

### Численность
- 2009 год — 258 человек

### Динамика
- 1910 год — 44 дворов, 125 муж., 116 жен.[4]
- 1997 год — 277 жителей, 110 дворов
- 1999 год — 283 жителей (перепись населения)
- 2009 год — 258 человек (перепись населения)[4]

## Инфраструктура
Отделение почтовой связи, фельдшерско-акушерский пункт, торговые объекты.

## Культура
- Дом культуры
- Библиотека
- Музей ГУО "Добрынская базовая школа Дубровенского района"

## Достопримечательность
- Братская могила советских воинов